# Скандинавська ходьба

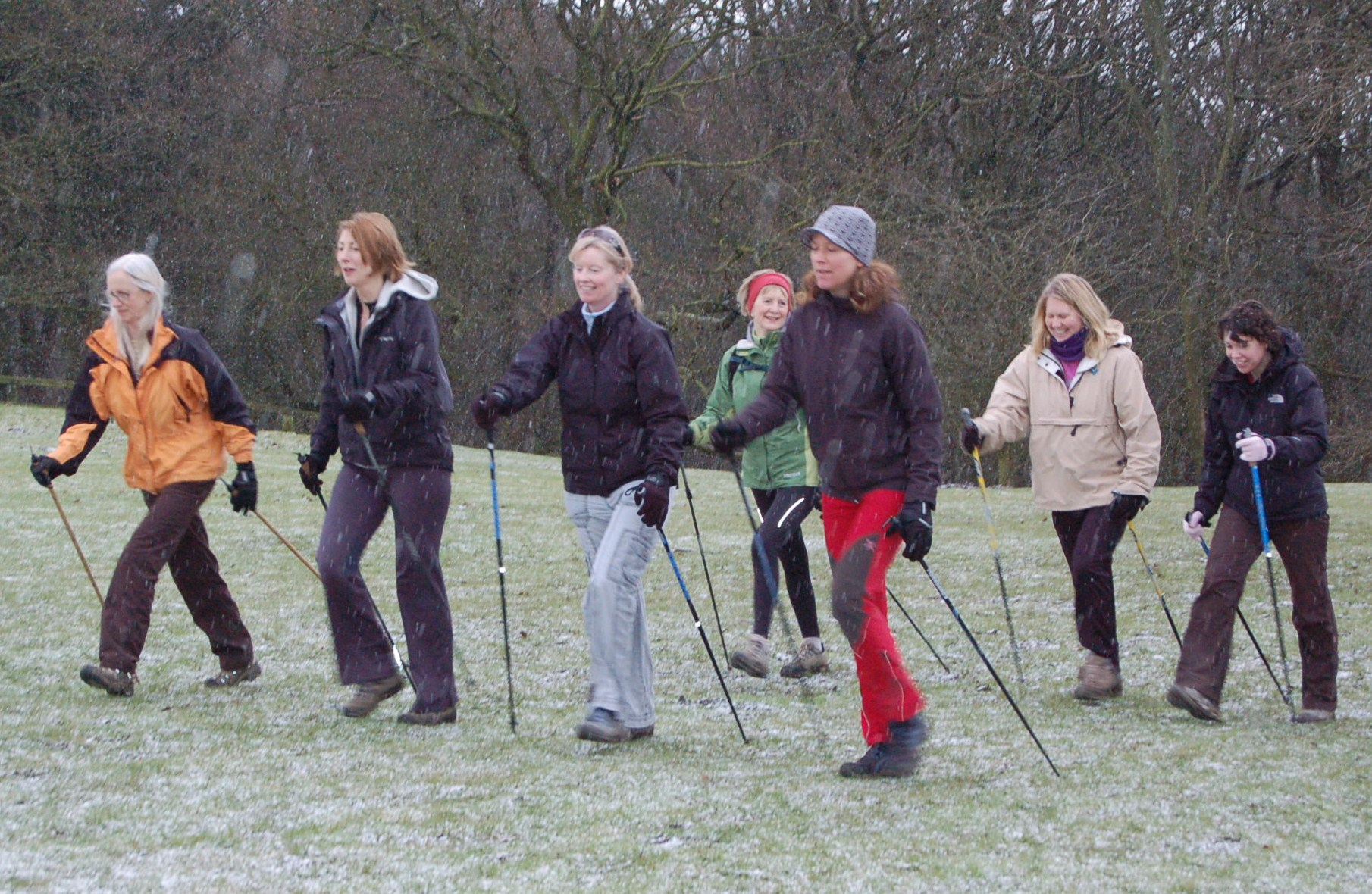

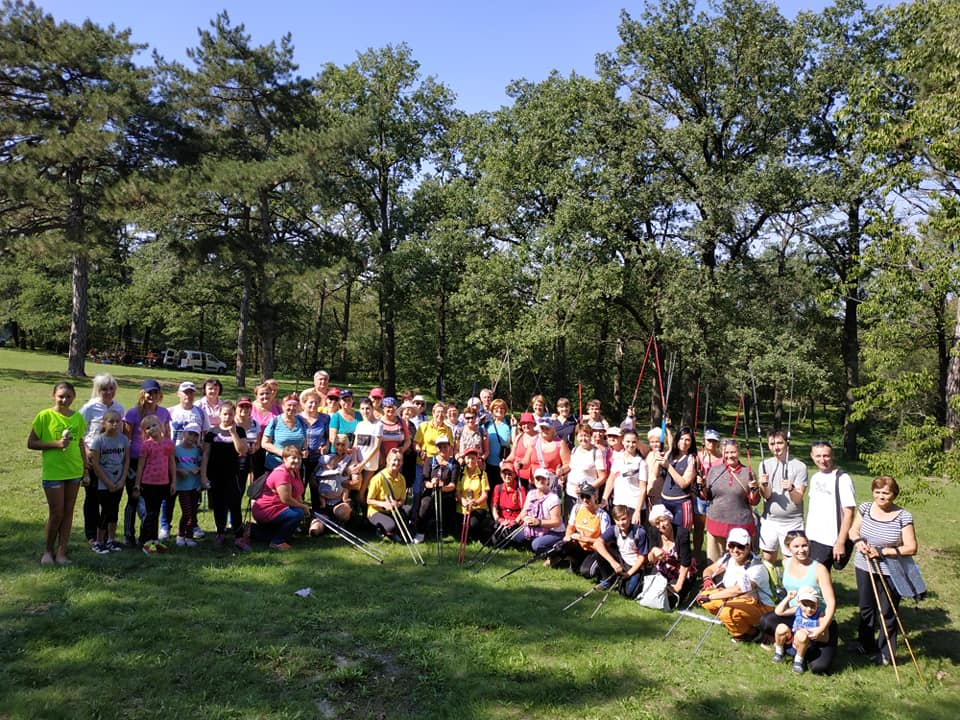
Шанувальники скандинавської ходьби з Мелітополя і Запоріжжя.

Скандинавська ходьба (інші назви: англ. Nordic walking (нордична ходьба), фін. sauvakävely) — вид фізичної активності, у якій використовується методика занять і техніка ходьби з використанням спеціальних палиць, схожих на лижні. Це версія ходьби з навантаженням для всього тіла, котрою можуть займатися як неспортсмени для оздоровчої фізичної активності, так і спортсмени, як вид спорту.

## Історія
Історія скандинавської ходьби бере свій початок у давніх часах. Тоді переважно паломники, вівчарі чи інші використовували палиці як опору. В медицині цю техніку почали використовувати як лікувальну фізкультуру з минулого століття.
Скандинавська ходьба набула широкої популярності в кінці XX століття в Скандинавії, через що і має таку назву.
Дехто пов'язує походження скандинавської ходьби з історією фінських лижників, які хотіли постійно проводити тренування, навіть у не сезон, тому вони просто симулювали ходьбу на лижах, бігаючи з палицями. Скандинавська ходьба була вперше офіційно визначена з публікацією фін. «Hiihdon lajiosa» (переклад: «Частина методики тренувань з лижних перегонів») Маурі Репо в 1979 році. Після фінів використовувати палиці почали шведські та норвезькі лижники, а згодом цей спосіб тренування підхопили Швейцарія, Австрія, Німеччина та інші країни. І оскільки прийшла нова вправа зі скандинавських країн, то називати її стали скандинавської ходьбою. Згодом біг і ходьбу з палицями почали використовувати не тільки професійні лижники, а й просто любителі активного відпочинку та здорового способу життя.

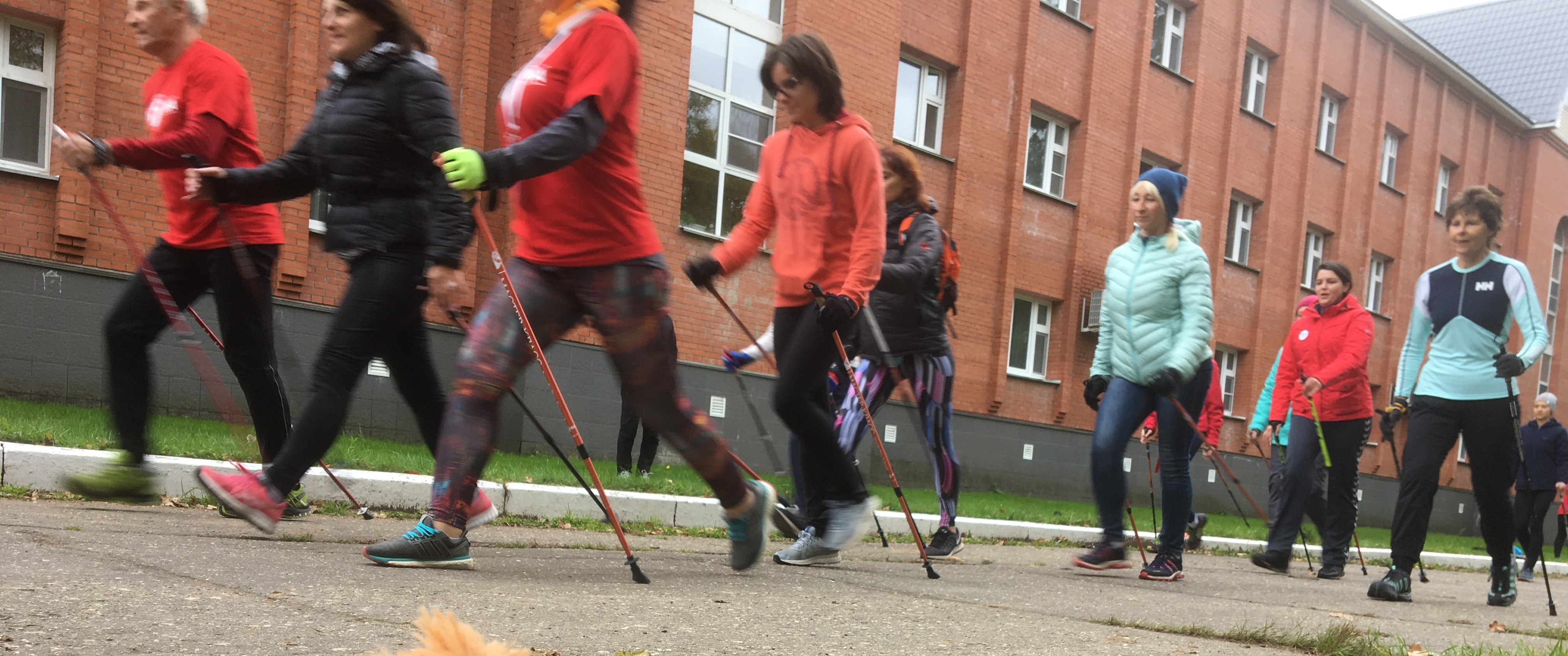
Група скандинавської ходьби

Тепер скандинавська ходьба набирає популярність в США, Австралії, Нової Зеландії, Японії та інших країнах.
Перші палиці, спеціально розроблені та продані для тих, хто займається ходьбою для фітнеса, були виготовлені американською компанією Exerstrider у 1988 році. Палиці Nordic Walker були вироблені та продані компанією Exel у 1997 році. Компанія Exel ввела і популяризувала термін «скандинавська ходьба» в 1999 році.

## Переваги
У порівнянні зі звичайною ходьбою скандинавська ходьба (також звана ходьбою з палками) передбачає застосування сили до палиць під час кожного кроку. Ті, хто займається скандинавською ходьбою використовують більше всього свого тіла (із більшою інтенсивністю) і отримують стимуляцію для нарощування фізичної форми, якої немає при звичайній ходьбі для грудей, найширшого м’яза спини, трицепса, біцепса, плечей, черевного преса, спини та інших основних м’язів, що може призвести до значного збільшення частоти серцевих скорочень у заданому темпі. За оцінками, скандинавська ходьба збільшує споживання енергії на 46% порівняно з ходьбою без палиць . Було проведено кілька досліджень впливу скандинавської ходьби. Зокрема, одне дослідження порівнювало звичайну ходьбу з скандинавською. Це дослідження показало, що скандинавська ходьба призвела до більш значного зниження ІМТ і окружності талії порівняно зі звичайною ходьбою. Група скандинавської ходьби була єдиною групою, яка зазнала зменшення загального жиру в організмі та збільшення аеробної здатності. Інше дослідження, яке було проведено, порівнювало вплив скандинавської ходьби, звичайної ходьби та тренувань з гумовими стрічками на загальну фізичну форму у людей похилого віку. Дослідження дійшло висновку, що хоча всі три методи оптимальні для покращення загальної фізичної форми, скандинавська ходьба є найефективнішою. Гарвардська медична школа має докази того, що скандинавська ходьба має більше характеристик спалювання калорій, ніж звичайна ходьба.

## Обладнання

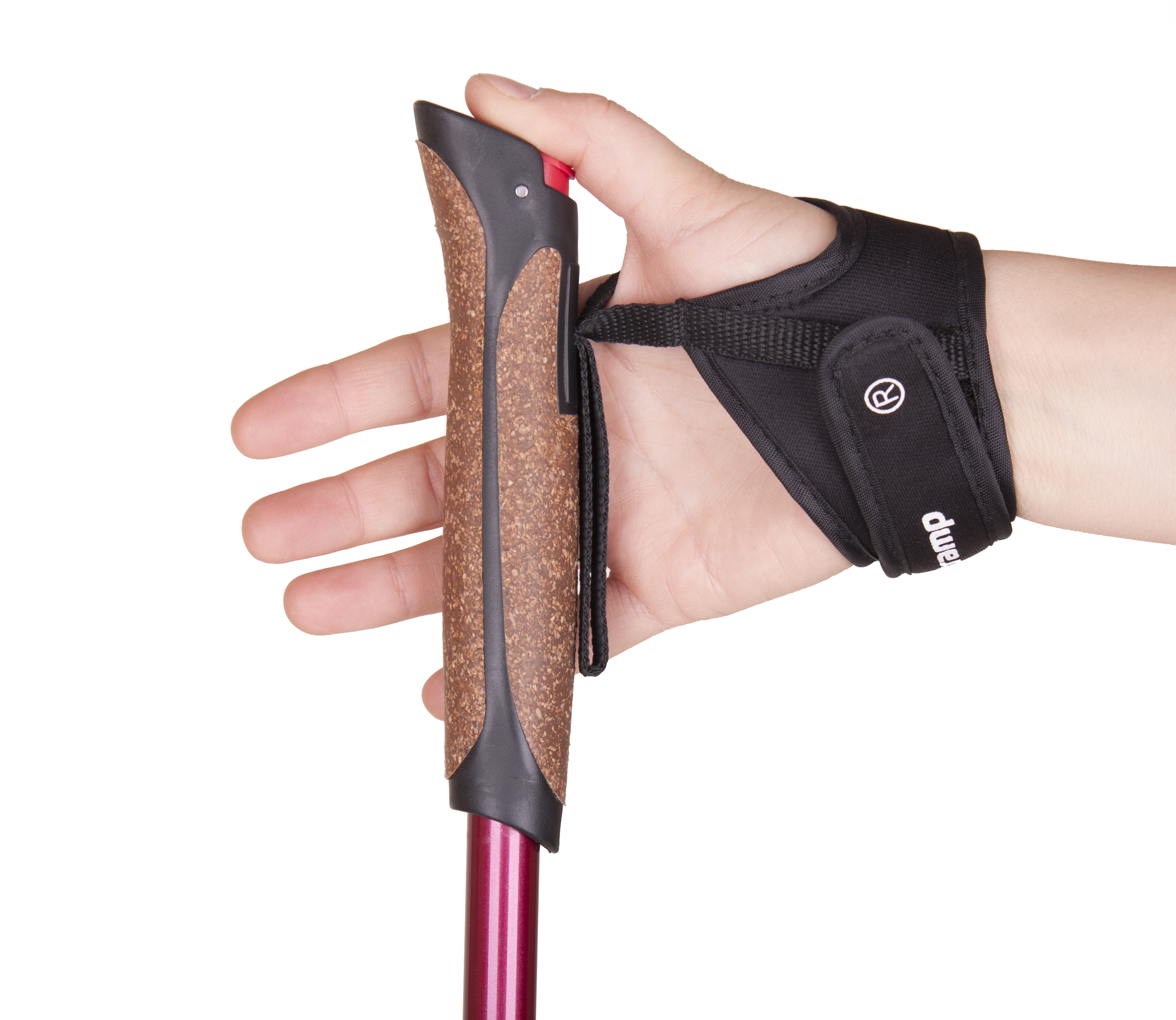
Ручка пішохідної палиці

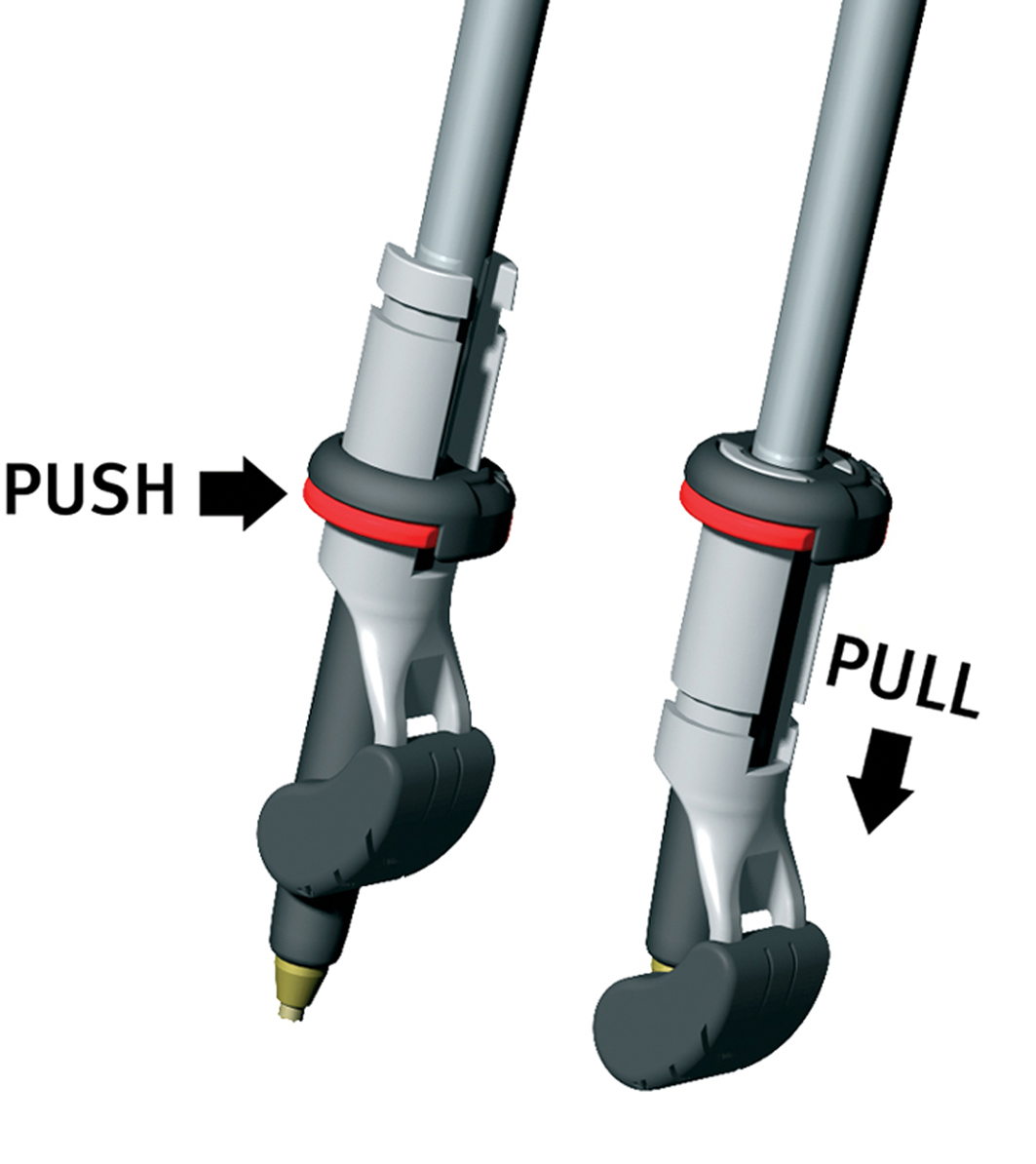
Шип для бездоріжжя і гума для асфальту

Палиці для скандинавської ходьби значно коротші, ніж рекомендовані для бігових лиж. Палиці для скандинавської ходьби випускаються як цільні версії з нерегульованим стрижнем, доступні різної довжини, а також телескопічні версії з двох або трьох частин із поворотним фіксатором і регульованою довжиною. Цільні палиці, як правило, міцніші та легші, але їх потрібно підбирати під користувача. Телескопічні палиці універсальні для всіх і більш транспортабельні.
Палиці для скандинавської ходьби мають різні ручки та ремінці на зап’ясті, а в рідкісних випадках ремінець відсутній. Ремені позбавляють від необхідності міцно стискати ручки. Як і багато трекінгових палиць, палиці для скандинавської ходьби мають знімні гумові наконечники для використання на твердих поверхнях і загартовані металеві наконечники для стежок, пляжу, снігу та льоду. Більшість палиць виготовлені з легкого алюмінію, вуглецевого волокна або композитних матеріалів. Спеціальне взуття для ходьби не потрібне, хоча є взуття, яке продається як спеціально розроблене для спорту.

## Техніка
Ритмічні ритми рук, ніг і тіла подібні до тих, що використовуються під час звичайної, енергійної ходьби. Діапазон руху рук регулює довжину кроку. Обмеження рухів рук означатиме природне обмеження рухів тазу та довжини кроку. Чим довший поштовх жердини, тим довший крок і потужніший помах тазом і верхньою частиною тулуба.

## Регіональні члени Міжнародної федерації скандинавської ходьби
- Австралія: Nordic Walking Australia (since 2006)
- КНР: Hangzhou Nordic Gull Sports development Co., Ltd (since 2019)
- Хорватія: Croatian Nordic Walking Association (since 2011)
- Естонія: Estonian Nordic Walking Union
- Фінляндія: Nordic Walking Finland ry (since 2017)
- Франція: INWA France
- Велика Британія: British Nordic Walking
- Греція: INWA Greece (since 2020)
- Гонконг: China Hong Kong Newly Emerged Sports Association Limited (since 2020)
- Індія: India Nordic Walking Organisation (since 2012)
- Іран: Iranian Nordic Walking Association (since 2017)
- Ірак: Federation of Iraqi Sports Companies (since 2017)
- Ізраїль: INWA Israel Hapoel
- Італія: Associazione Nordic Walking Italia (since 2005)
- Японія: Japan Nordic Fitness Association (JNFA) (since 2007)
- Латвія: Latvian Sports for All Association (since 2008)
- Нідерланди: Stichting Nordic Walking Nederland (since 2003)
- Нова Зеландія: Nordic Walking Fitness Association of New Zealand (since 2008)
- Польща: PZNW Polish Nordic Walking Association (since 2021)
- Сербія: Nordic Walking Serbia (since 2022)
- Південна Корея: INWA Korea
- Іспанія: (AENWC) INWA Spain (since 2005)

## Дивись також
- Трекінгові палиці
- Палиця